# Кужмара (Звениговский район)
Кужмара (мар. Кужмарий) — село в Звениговском районе Республики Марий Эл России. Административный центр Кужмарского сельского поселения.
Численность населения — 1311 (2010) человек.

## География
Село находится в 20 км к северо-востоку от центра муниципального района — города Звенигово. Расположено на берегах реки Нурда.

## История
Кужмара — одно из древнейших сёл марийского края. В списке переписной книги митрополичьих, монастырских и ясачных дел, деревень и дворов по Галицкой дороге в числе других 22 марийских волостей волость Кужумора отмечена в 1678 году. Центром Кужмарской волости было село Кужмара, которое до построения церкви называлось деревней, а после — селом Большие Кужмары.
15 ноября 1843 года в селе Кужмара открылось в церковной сторожке сельское приходское училище. Оно находилось в ведении Министерства государственных имуществ. В 1869 году в церковном доме открыли Кужмарское земское училище.
В 1858 году, по данным ревизских сказок, в селе Кужмара проживали 112 семей: 446 душ мужского и 470 душ женского пола.
После революции противники советской власти в обстановке тяжёлого хозяйственного положения и недовольства крестьян продразвёрсткой поднимали мятежи. 21 января 1921 года такой мятеж вспыхнул в Кужмаре, а также в некоторых других марийских и чувашских населённых пунктах. В то время исполнительный комитет и военный комиссариат Памъяльской волости, в которую входил и посёлок Звенигово, находились в селе Кужмара, а уездные органы — в Чебоксарах. Мятежники планировали уничтожить местные органы власти и двинуться на Звенигово, разгромить там судоремонтный завод, уничтожить коммунистов и комсомольцев. В Кужмаре в ходе волнений были убиты активисты. Вскоре мятеж был подавлен.
В первые годы советской власти была открыта волостная изба-читальня, а библиотека — в 1949 году.
В 1922 году в селе Кужмара Памъяльской волости Краснококшайского кантона в 24 дворах проживали 118 жителей, а в 1923 году в 26 дворах — 122.
До образования в 1924 году Звениговского кантона село Кужмара было административным центром Памъяльской волости.
В 1924 году возникло кредитное товарищество «Крестьянин». При его поддержке образовались промысловые артели «Чодра химик», «Йошкар пашаче», «Красный кустарь», «Ончыко», «Салют».
В 1926 году в селе работала школа I ступени, которая содержалась за счёт местного бюджета. В 1928 году в селе действовал индивидуально-групповой пункт ликвидации безграмотности. 24 февраля 1928 года сильный пожар уничтожил здание Кужмарской школы I ступени.
26 декабря 1936 года была создана машинно-тракторная станция. В предвоенные годы коллектив МТС трудился очень напряженно.
В 1938 году в селе работал фельдшерско-акушерский медпункт.
Во время Великой Отечественной войны на тракторах трудились женщины. Машины того периода — «ХТЗ», «У-2» и другие — работали на керосине, после остановки мотора запускать их было очень трудно.
На фронт Великой Отечественной войны из Кужмары и окрестных деревень призвали 634 человека, живыми вернулись только 318. В память о погибших земляках в 1995 году в центре села открыли памятник.
В послевоенные годы окреп местный колхоз. В феврале 1956 года колхоз имени Калинина объединили с колхозом «Великий путь» (деревня Большие Вележи). Укрупненное хозяйство унаследовало название «имени Калинина».
Радиофицировали деревню в 1950 году, телефон появился в 1950-е годы, первый телевизор — в 1962 году.
В 1958 году МТС была реорганизована в ремонтно-техническую станцию. В июне 1961 года РТС стала называться Звениговским районным отделением «Сельхозтехники», а с апреля 1988 года — Звениговским ремонтно-техническим предприятием, на котором работали 247 человек.
Указом Президиума Верховного Совета Марийской АССР от 19 августа 1965 года в состав села Кужмара включили деревню Ерусланкино. Она стала частью главной улицы.
В 1959 году деревни Кужмарского, Поянсолинского и Нуктужского сельсоветов вошли в состав колхоза имени Карла Маркса. Через пять лет, в 1964 году, колхоз распался на 3 хозяйства. В его состав входили крестьяне населённых пунктов Кужмарского сельсовета. В октябре 1973 года колхоз имени Карла Маркса преобразовали в совхоз.
Только за годы Десятой пятилетки в селе ввели в строй 4200 м² благоустроенного коллективного и индивидуального жилья. К началу 1970-х годов экономика колхозного производства начала постепенно выправляться. Однако продукты, которые реализовывались государству, в Звениговский район не возвращались. Чтобы исправить положение, решено было построить нетоварную птицефабрику для обеспечения района яйцом и мясом птицы. Птицефабрику открыли на базе птицефермы колхоза имени Карла Маркса. В 1988 году на ней работали 137 человек.
В 1980 году в селе было построено кирпичное двухэтажное здание школы на 624 учащихся. В 1989 году был открыт филиал юношеско-спортивной школы города Звенигово.
В 1994 году на базе линейно-монтажного участка образовали коммунально-техническое предприятие «Кужмарское». За короткий срок предприятия и организации передали ему находившиеся на их балансе жильё, очистные сооружения, канализационные и водопроводные сети.
В первые дни августа 1998 года приняла первых пациентов новая врачебная амбулатория. В здании когда-то размещался сельский дом быта, район выкупил его у сельхозпредприятия имени Карла Маркса. С пуском новой амбулатории условия для работы медиков и лечения больных заметно улучшились.
На 1 января 2001 года в селе Кужмара насчитывалось 446 хозяйств (с учётом квартир). Проживали 1410 человек. На 1 января 2004 года в селе Кужмара в 452 (с учётом квартир) хозяйствах проживают 1322 человека.

## Население
| 2002 | 2010  |
| ---- | ----- |
| 1234 | ↗1311 |

## Экономика

### Промышленность
- Производственно-коммерческая фирма «Ника».
- ООО «Рада».

### Сельское хозяйство
- Птицефабрика «Звениговская».
- Агрофирма «Карла Маркса».

## Транспорт
Село Кужмара находится в 2 километрах от пересечения автодорог регионального значения 88К-012 Звенигово — Шелангер — Морки и 88А-001 Кокшайск — Красногорский.

## Образовательно-воспитательные учреждения
- Кужмарская средняя общеобразовательная школа.
- Кужмарская детская школа искусств.

## Культура
- Кужмарский социально-культурный центр.

## Здравоохранение
- Кужмарская врачебная амбулатория.
- Кужмарский ветеринарный участок.

## Религия
Молитвенный дом
Деревянная церковь была построена в 1856 году и освящена во имя Вознесения Господня. Но в 1989 году она сгорела. Теперь в Кужмаре только молитвенный дом, в котором богослужения проводятся три раза в месяц.

## Связь
- Отделение почтовой связи Кужмара.